# 緋垂蘚
緋垂蘚（学名：Sinskea flammea）为蔓蘚科緋垂蘚屬下的一个种。